# Allein zu dir, Herr Jesu Christ, BWV 33
Allein zu dir, Herr Jesu Christ, BWV 33 (Només en Tu, Senyor Jesucrist), és una cantata religiosa de Johann Sebastian Bach per al tretzè diumenge després de la Trinitat, estrenada a Leipzig el 3 de setembre de 1724.ima

## Origen i context
D'autor anònim, parteix de l'himne de Konrad Huber (1540) del mateix títol, del que se n'aprofiten la primera i l'última estrofa, mentre que els quatre números intermedis s'han reescrit com a dues parelles de recitatiu i ària. La relació amb l'evangeli del dia, que narra la paràbola del bon samarità,  (Lluc 10, 23-37) és molt feble, en tot cas pot veure's en el vers del número 5: “Estimi als altres més que a mi mateix”. Pertany al primer cicle de les anomenades cantates corals, iniciat l'11 de juny de 1724, el primer diumenge després de la Trinitat i que acaba el final de l'any; d'aquest cicle se'n conserva una trentena de cantates; i en conjunt, per a aquest diumenge la BWV 77 i la BWV 164.

## Anàlisi
Obra escrita per a contralt, tenor, baix i cor; dos oboès, corda i baix continu. Consta de sis números.
1. Cor (coral): Allein zu dir, Herr Jesu Christ (Només en Tu, Senyor Jesucrist)
2. Recitatiu (baix): Mein Gott und Richter, willt du mich aus dem Gesetze fragen (Déu i Jutge meu: Si em preguntes per les teves lleis)
3. Ària (contralt): Wie furchtsam wankten meine Schritte (Les meves passes són vacil·lants i tremoloses)
4. Recitatiu (tenor): Mein Gott, verwirf mich nicht (Déu meu, no te'm treguis del davant)
5. Ària (duet de tenor i baix):  Gott, der du die Liebe heißt (Déu, el nom del qual és Amor)
6. Coral: Ehr sei Gott in dem höchsten Thron (Gloria al Senyor en la Trona Suprema)

El primer número presenta una fusió típica inserint el coral, vers a vers, en un moviment concertant de tema autònom. Les dues àries de la cantata són introduïdes per uns recitatius secco, el primer de baix i el segon de tenor. L'ària de contralt, número 3, és d'una gran plasticitat, amb els primers violins amb sordina i la resta de la corda en pizzicato; l'altra ària, el número 5, és un duet de tenor i baix introduït i acompanyat pels dos oboès, les parts vocal i instrumental es fonen en una atmosfera intensa, les dues veus marxen conjuntament o bé se succeeixen en cànon, com a imatge de la relació amorosa amb el proïsme. La melodia del coral final correspon al cançoner de Valentin Babst publicat a Wittenberg l'any 1545. Té una durada d'uns 22 minuts.

## Discografia seleccionada
- J.S. Bach: Das Kantatenwerk. Sacred Cantatas Vol. 2. Gustav Leonhardt, Knabenchor Hannover, Heinz Henning (director del cor), Leonhardt-Consort, Rene Jacobs, Marius von Altena, Max van Egmond. (Teldec), 1994.
- J.S. Bach: The complete live recordings from the Bach Cantata Pilgrimage. CD 39: Dreikönigskirche, Frankfurt; 17 de setembre de 2000. John Eliot Gardiner, Monteverdi Choir, English Baroque Soloists, Nathalie Stutzmann, Christoph Genz, Jonathan Brown. (Soli Deo Gloria), 2013.
- J.S. Bach: Complete Cantatas Vol. 13 . Ton Koopman, Amsterdam Baroque Orchestra & Choir, Franziska Gottwald, Paul Agnew, Klaus Martens. (Challenge Classics.
- J.S. Bach: Cantatas Vol. 24. Masaaki Suzuki, Bach Collegium Japan, Robin Blaze, Gerd Turk, Peter Kooij. (BIS), 2004.
- J. S. Bach: Church Cantatas Vol. 11. Helmuth Rilling, Gächinger Kantorei, Bach-Collegium Stuttgart. Helen Watts, Frieder Lang, Philippe Huttenlocher. (Hänssler), 1999.